# Marcelo Peña
Eduardo Marcelo Peña Bustamante (Chile, 30 de junio de 1975) es un futbolista y entrenador chileno. Cuando tenía un año de edad, su familia se trasladó a vivir en Australia, creciendo el los suburbios del oeste de Sídney. Sus divisiones inferiores las realizó en el club Marconi Stallions compartiendo con el seleccionado italiano Christian Vieri y otros jugadores seleccionados de Australia hasta los 18 años, cuando debutó en Universidad Católica.
 En 1998 fue parte de la selección chilena alternativa que derrotó como visitante a la selección B de Inglaterra por 2-1, con dos goles de Manuel Neira.
Tras su carrera como futbolista se dedicó a la dirección técnica. Se inició en las divisiones inferiores de Unión Española. Fue asistente técnico de Claudio Borghi en Argentino Juniors y Boca Juniors. Luego se hizo cargo de la gerencia técnica en Rangers, donde más tarde asumió como entrenador, tras la salida de Roberto Mariani.

## Clubes

### Como jugador
| Club                 | País      | Año       |
| -------------------- | --------- | --------- |
| Universidad Católica | Chile     | 1993      |
| Audax Italiano       | Chile     | 1994-1998 |
| Santiago Morning     | Chile     | 1999      |
| Everton              | Chile     | 2000      |
| Colo-Colo            | Chile     | 2001      |
| Unión Española       | Chile     | 2002-2003 |
| Persija Jakarta      | Indonesia | 2004      |
| Bentleigh Greens     | Australia | 2005      |
| Deportes Concepción  | Chile     | 2005      |

### Como técnico
| Club                                         | País      | Año  |
| -------------------------------------------- | --------- | ---- |
| Argentinos Juniors (Asistente Técnico)       | Argentina | 2009 |
| Boca Juniors (Asistente Técnico)             | Argentina | 2010 |
| Rangers (D.T.)                               | Chile     | 2011 |
| Universidad de Chile (D.T. Fútbol Formativo) | Chile     | 2012 |